# Domenico Serafino
Domenico Serafino (Locri, 22 ottobre 1936) è un ex arbitro di calcio italiano.

## Biografia
Nato a Locri, in provincia di Reggio Calabria, nel 1936, faceva però parte della sezione AIA di Roma.
Il 29 ottobre 1967, a 31 anni, ha esordito in Serie B, arbitrando Messina-Monza dell'8º turno di campionato, vinta per 1-0 dai siciliani. 
Ha debuttato in massima serie nella stagione successiva, a 32 anni, dirigendo Juventus-Verona (1-0) del 20 aprile 1969, 26ª giornata di campionato.
Nella Serie A 1973-1974 ha arbitrato prima il derby di Milano del 2 dicembre 1973, 7º turno di campionato, vinto per 2-1 dai nerazzurri e poi il derby d'Italia Juventus-Inter del 6 gennaio 1974, 12ª giornata di Serie A, concluso con un successo per 2-0 dei bianconeri. In seguito dirigerà di nuovo il derby di Milano il 9 marzo 1975 (21º turno di campionato, 3-0 per il Milan), 28 novembre 1976 (7º turno di campionato, 1-1) e 6 novembre 1977 (7º turno di campionato, 3-1 per il Milan con doppietta di Ruben Buriani) e Milan-Juventus il 12 giugno 1975 (2ª fase a gironi di Coppa Italia, 1-0 per il Milan)
Nel 1974 è diventato internazionale, debuttando nelle coppe europee il 18 settembre nell'andata dei sedicesimi di finale di Coppa delle Coppe tra i greci del PAOK e gli jugoslavi della Stella Rossa, finita 1-0 per i padroni di casa. Successivamente arbitrerà anche in Coppa UEFA (andata dei trentaduesimi di finale dell'edizione 1975-1976 il 24 settembre 1975 tra i maltesi dello Sliema Wanderers e i portoghesi dello Sporting Lisbona, vincitori per 2-1 e un'altra partita) e Coppa dei Campioni (andata dei sedicesimi di finale dell'edizione 1976-1977 il 15 settembre 1976 tra lo Sliema Wanderers e i finlandesi del TPS, sconfitti per 2-1), chiudendo dopo la quinta gara internazionale, l'amichevole del 15 febbraio 1978 tra Grecia e Austria ad Atene, terminata 1-1.
Ha chiuso la carriera arbitrale alla fine della stagione calcistica 1977-1978, arbitrando per l'ultima volta in Serie A l'8 aprile 1978 nel derby d'Italia Juventus-Inter (2-2) del 26º turno di campionato. L'ultima gara diretta in carriera è stata Cremonese-Como 3-0, 35ª giornata della Serie B 1977-1978, il 21 maggio 1978.
In totale in carriera ha diretto 80 gare in Serie A e 75 in Serie B.

## Controversie
Nella stagione 1975-1976 in Torino-Napoli 3-1 convalidò un go l di Paolo Pulici segnato con il pugno. Le proteste dei napoletani furono vibranti ma inutili.